# Guigang
Guigang (kinesisk: 贵港; pinyin: Guìgǎng) er et bypræfektur i den autonome provins Guangxi i Folkerepublikken Kina med en befolkning på 4.930.000 mennesker og en befolkningstæthed på 465 indb./km² (2007). 
Guigang har et areal på 10,595 km² og ligger centralt i Guangxi mellem provinsens fem hovedbyer Nanning, Guilin, Liuzhou, Beihai, og Wuzhou. Beliggenheden gør den til et vigtigt center for trafikken mellem det centrale Kina og syden, især Hong Kong og Macau. Guigang har jernbane flere hovedveje og ikke mindst en stor flodhavn ved Xi Jiang, og dermed direkte forbindelse til Perleflodens delta. 
Klimaet er subtropisk med en gennemsnitstemperatur på 21 °C. og en årlig nedbør på 1,428 mm.

## Administrative enheder
Bypræfekturet Guigang har jurisdiktion over 3 distrikter (区 qū), et byamt (市 shì) og et amt (县 xiàn).
| Kort              | Kort    | Kort   | Kort         | Kort                   | Kort        | Kort      | Kort | Kort |
| ----------------- | ------- | ------ | ------------ | ---------------------- | ----------- | --------- | ---- | ---- |
| Kort over Guigang |         |        |              |                        |             |           |      |      |
| #                 | Navn    | Hanzi  | Pinyin       | Befolkning (2003 est.) | Areal (km²) | Indb./km² |      |      |
| Distrikter        |         |        |              |                        |             |           |      |      |
| 1                 | Gangbei | 港北区 | Gǎngběi Qū   | 610.000                | 806         | 757       |      |      |
| 2                 | Gangnan | 港南区 | Gǎngnán Qū   | 600.000                | 1.225       | 490       |      |      |
| 3                 | Tantang | 覃塘区 | Tántáng Qū   | 540.000                | 1.502       | 360       |      |      |
| Byamter           |         |        |              |                        |             |           |      |      |
| 4                 | Guiping | 桂平市 | Guìpíng Shì  | 1.700.000              | 4.074       | 417       |      |      |
| Amter             |         |        |              |                        |             |           |      |      |
| 5                 | Pingnan | 平南县 | Píngnán Xiàn | 1.290.000              | 2.989       | 432       |      |      |

## Trafik
Kinas rigsvej 324 fører gennem området. Den går fra Fuzhou i provinsen Fujian og gennem Guangdong, Guangxi, Guizhou, og ender i Kunming i Yunnan.